# Garden Hill First Nation
Garden Hill First Nation är ett reservat i Kanada.   Det ligger i provinsen Manitoba, i den sydöstra delen av landet, 1 600 km nordväst om huvudstaden Ottawa.
I omgivningarna runt Garden Hill First Nation växer i huvudsak blandskog. Trakten runt Garden Hill First Nation är nära nog obefolkad, med mindre än två invånare per kvadratkilometer.